# ダイスケリチャード
ダイスケリチャード（daisukerichard, 1994年4月14日 - ）は、日本のイラストレーター、デザイナー。書籍関連や企業・アーティストとのコラボなどを中心に活動する。映画『きみの色』公開時点で活動中止中。

## 略歴
小学1年生の時書店で目にしたシャーマンキング15巻の表紙に衝撃を受けたことがきっかけでイラストを描くようになる。小学6年生の頃にお年玉でペンタブレットを購入するも一旦は絵から離れるが、翌年に新たにペンタブを購入し、そこから少しずつデジタルで絵を描くようになる。
小・中学生の頃はイラストレーターになりたいと思うも生計を立てることを考え、高校生の頃からはデザイナーを目指すようになる。
高校2年の頃からデジタルでの同人活動を始め、デザイナーの専門学校へ進学する。専門学校ではグラフィックデザインについての基礎や、IllustratorやPhotoshopの使い方などを学んでいた。同人活動は専門学校の卒業とともに終了する。
卒業後は一般企業にデザイナーとして就職し、主にロゴやWebサイトのバナーなどのデザインをしていた。就職したその年の冬にまた絵を描き始め、本名の｢ダイスケ｣と合わせて検索のトップに出てくるようなキャッチーな英名として｢リチャード｣を組み合わせ、｢ダイスケリチャード｣として作品を発信し始める。
土日はイラストレーターとして活動。イラストでの収入が本職のデザイナーの収入を上回るようになったため、2018年8月に独立する。退職後1ヶ月ほどはイラストの仕事を全て断り、地元で友達と遊ぶなり、趣味に興じるなどしていた。働かなければという焦りが出始めた頃、ソニーミュージックからの依頼を受け、三月のパンタシアの｢青春なんていらないわ｣のイラストを担当し、以降も同グループのMVイラストを手がける。
2020年6月12日 - 7月1日にpixivWAENGALLERYで初個展｢ヌエ｣が開催される予定だったが、コロナウイルスの影響で2021年2月4日 - 24日に延期、｢ヌエ｣改｢ネオ｣を開催。

## 人物
人生における漫画四天王として、『シャーマンキング』『DEATH NOTE』『聲の形』『よつばと』を挙げている。
音楽は小学生の頃からバンドの楽曲を多く聴いている。また、GRANRODEO、MUCC、KAT-TUNのファンクラブに入っている。作業中は「オールナイトニッポン」などのラジオを聴く。

## 作風
女の子をモチーフにしたイラストを多く手がける。
後ろ向きや顔を伏せているなど、人物の顔が見えないイラストが多い。人物の絵において、顔を「一番キャッチーで面白いところ」であると同時に「一番難しいところ」と捉えており、面倒くさくなり顔を描かなくなっていったことが、今の絵のスタイルに繋がったとしている。

## 主な作品・仕事
- pixiv WAEN GALLERY 個展「ネオ」（2021年2月4日～2月24日）
- ドコモの学割（広告イラスト、2020年）[9]
- Netflix｢明日のアニメも、楽しみだ｣CM（キャラクターデザイン、設定画、イラスト）[10]
- SixTONES｢うやむや｣（MVイラスト）[11]
- 新政 No.6 ダイスケリチャードtype
- TSUTAYA Tカード・オリジナルグッズコラボ
- graniph スタジオ地図 コラボTシャツ 時をかける少女×ダイスケリチャード
- MUCC  「～Fight against COVID-19 #4～『明星完全再現+4』」（メインビジュアル）
- MUCC 逹瑯  TOKYOFM レギュラー番組「JACK IN THE RADIO」（2021年5月15日ゲスト）
- john masters organics（ジョンマスターオーガニック）タイアップ『GREEN BEAUTY COMMUNITY COLLABORATION ダイスケリチャード』(2021年9月2日)
- Sony Japan Cup 2021 featuring Fortnite (キービジュアル)
- オールナイトニッポン55周年記念公演『あの夜を覚えてる』(アートワーク)
- プロジェクトポッチャマ ポチャポチャアートフェス(コラボイラスト 2021年12月1日)
- Simeji(コラボイラスト 2021年12月17日)
- ゲーム「SCARLET NEXUS」DLC第2弾(衣装デザイン 2021年12月)
- 映画『きみの色』（2024年のアニメーション映画）キャラクターデザイン原案[4]
- 三月のパンタシア MVイラスト
  - 「ピンクレモネード」[5]
  - 「青春なんていらないわ」[5]
  - 「三月がずっと続けばいい」[5]
  - 「ビタースイート」[5]
  - 「パステルレイン」[5]
  - 「街路、ライトの灯りだけ」
  - 「いつか天使になって あるいは青い鳥になって アダムとイブになって ありえないなら」
  - 「恋はキライだ」
  - 「煙」
  - 「ランデヴー」
  - 「逆さまのLady」
  - 「サマーグラビティ」
  - 「青い雨は降りやまない」
  - 「たべてあげる」
  - 「醒めないで、青春」
  - 「透明色」
  - 「幸福なわがまま」(TVドラマ｢あのときキスしておけば｣OPテーマ)
  - 「101」(ヨミ:ワンオーワン)(TVアニメ｢魔法科高校の優等生｣OPテーマ)
- 三月のパンタシアジャケットイラスト
  - ｢ピンクレモネード｣(初回盤・通常版、2018年11月21日)
  - ｢ガールズブルー ハッピーサッド｣(初回盤・通常版、2019年3月13日)
  - ｢ブルーポップは鳴り止まない｣(初回盤・通常版、2020年9月30日)
  - ｢101 / 夜光｣(初回盤・通常盤、2021年7月21日)
- 三月のパンタシアその他
  - ライブ｢ブルーポップは鳴り止まない｣(パーカーデザイン 2020年)
  - みあ長編小説｢ さよならの空はあの青い花の輝きとよく似ていた」(カバーイラスト 2021年7月19日)
  - ライブ｢ 物語はまだまだ続いていく ｣(キービジュアル・グッズ 2021年11月27日)

### 書籍関連
- MdN 2018年2月号(カバーイラスト 2018年1月6日)
- 「5分後にキモチがあふれる恋」(カバーイラスト 2019年2月1日)
- 「行きたくない」(カバーイラスト 2019年6月14日)
- 「しねるくすり」(カバーイラスト 2019年10月16日)
- ILLUSTRATION 2020（カバーイラスト 通常版2019年12月4日 特別版2019年12月19日）[12]
- 「いきるりすく」(カバーイラスト 2020年4月15日)
- 「青くて、溺れる」(カバーイラスト 2020年8月26日)
- 「推し、燃ゆ」(カバーイラスト 2020年9月10日)
- ILLUSTRATION 2021(掲載 2020年12月7日)
- 「僕たちの正義」(カバーイラスト 2021年4月15日)
- PHY Vol.18(MUCCイラスト・インタビュー、2021年4月21日 5月号)
- 汐見夏衛 「臆病な僕らは今日も震えながら」(カバーイラスト 2021年12月3日)

### 画集

#### 同人
- 十九時半（2016年8月18日）
- カインダブルー（2016年11月9日）
- 3（2017年5月8日）

#### 商業
- 気化熱（2018年8月9日）
- 水槽（2019年4月26日）
- 丑三ツ時（2021年2月12日）

### リアルイベント
- 取調べ室 二●二三 渋谷(トーク&ライブペイント+サイン会 2023年1月7日)